# William Sorelle
William Sorelle (Canada, 25 novembre 1877 – Tuolumne County, 30 maggio 1944) è stato un attore canadese del cinema muto.
Lavorò negli Stati Uniti, esordendo sullo schermo nei film della Edison Company. La sua carriera cinematografica, cominciata nel 1907, finì nel 1923 e conta circa una trentina di titoli. L'attore usò diversi pseudonimi, tra i quali William J. Sorelle e Mr. Sorrell.

## Filmografia
La filmografia - basata su IMDb - è completa. Quando manca il nome del regista, questo non viene riportato nei titoli
- The Trainer's Daughter; or, A Race for Love, regia di J. Searle Dawley e Edwin S. Porter (1907)
- A Little Girl Who Did Not Believe in Santa Claus, regia di J. Searle Dawley, Edwin S. Porter (1907)
- Tale the Autumn Leaves Told, regia di Edwin S. Porter (1908)
- The Prince and the Pauper, regia di J. Searle Dawley (1909)
- Faust, regia di Edwin S. Porter (1909)
- The Miniature (1910)
- Ranson's Folly, regia di Edwin S. Porter (1910)
- When Masons Meet (1911)
- The Power of Thought, regia di Lois Weber (1912)
- A Prophet Without Honor (1912)
- The Hand of Mystery (1912)
- From the Wilds (1912)
- The Call of the Desert (1912)
- A Heart Reclaimed, regia di Richard Garrick (1912)
- Conscience (1912)
- Dr. Jekyll and Mr. Hyde, regia di Herbert Brenon (1913)
- Bob's Baby (1913)
- Northern Lights, regia di Edgar Lewis (1914)
- The Littlest Rebel, regia di Edgar Lewis (1914)
- A Continental Girl, regia di Joseph Adelman (1915)
- The Mummy and the Humming Bird, regia di James Durkin (1915)
- The Prince and the Pauper, regia di Hugh Ford e Edwin S. Porter (1915)
- Where Is My Father?, regia di Joseph Adelman (1916)
- Common Sense Brackett (1916)
- The Fortunes of Fifi, regia di Robert G. Vignola (1917)
- A Daughter of Uncle Sam, regia di James C. Morton (1918)
- Private Peat, regia di Edward José (1918)
- The Hand Invisible, regia di Harry O. Hoyt (1919)
- The Go-Getter, regia di E.H. Griffith (Edward H. Griffith) (1923)